# Кантри-Уолк (Флорида)
Кантри-Уолк (англ. Country Walk) — статистически обособленная местность, расположенная в округе Майами-Дейд (штат Флорида, США) с населением в 10 653 человека по статистическим данным переписи 2000 года.

## География
По данным Бюро переписи населения США статистически обособленная местность Кантри-Уолк имеет общую площадь в 6,99 квадратных километров, водных ресурсов в черте населённого пункта не имеется.
Статистически обособленная местность Кантри-Уолк расположена на высоте 2 м над уровнем моря.

## Демография
По данным переписи населения 2000 года в Кантри-Уолк проживало 10 653 человека, 2820 семей, насчитывалось 3234 домашних хозяйств и 3409 жилых домов. Средняя плотность населения составляла около 1524,03 человека на один квадратный километр. Расовый состав населённого пункта распределился следующим образом: 77,60 % белых, 10,66 % — чёрных или афроамериканцев, 0,10 % — коренных американцев, 2,52 % — азиатов, 0,05 % — выходцев с тихоокеанских островов, 4,06 % — представителей смешанных рас, 5,00 % — других народностей. Испаноговорящие составили 56,13 % от всех жителей статистически обособленной местности.
Из 3234 домашних хозяйств в 56,9 % воспитывали детей в возрасте до 18 лет, 71,3 % представляли собой совместно проживающие супружеские пары, в 12,3 % семей женщины проживали без мужей, 12,8 % не имели семей. 9,7 % от общего числа семей на момент переписи жили самостоятельно, при этом 1,4 % составили одинокие пожилые люди в возрасте 65 лет и старше. Средний размер домашнего хозяйства составил 3,29 человек, а средний размер семьи — 3,51 человек.
Население статистически обособленной местности по возрастному диапазону по данным переписи 2000 года распределилось следующим образом: 32,7 % — жители младше 18 лет, 6,7 % — между 18 и 24 годами, 38,5 % — от 25 до 44 лет, 17,0 % — от 45 до 64 лет и 5,0 % — в возрасте 65 лет и старше. Средний возраст жителей составил 32 года. На каждые 100 женщин в Кантри-Уолк приходилось 91,4 мужчин, при этом на каждые сто женщин 18 лет и старше приходилось 86,0 мужчин также старше 18 лет.
Средний доход на одно домашнее хозяйство статистически обособленной местности составил 63 689 долларов США, а средний доход на одну семью — 66 250 долларов. При этом мужчины имели средний доход в 41 798 долларов США в год против 30 987 долларов среднегодового дохода у женщин. Доход на душу населения статистически обособленной местности составил 63 689 долларов в год. 3,5 % от всего числа семей в населённом пункте и 4,8 % от всей численности населения находилось на момент переписи населения за чертой бедности, при этом 3,8 % из них были моложе 18 лет и 17,6 % — в возрасте 65 лет и старше.